# Eucalyptus robusta
Eucalyptus robusta ist eine Pflanzenart innerhalb der Familie der Myrtengewächse (Myrtaceae). Sie ist an der Ostküste von New South Wales und des südlichen Queensland beheimatet und wird im englischen Sprachraum „Swamp Mahagony“ oder „Swamp Messmate“ genannt.

## Beschreibung

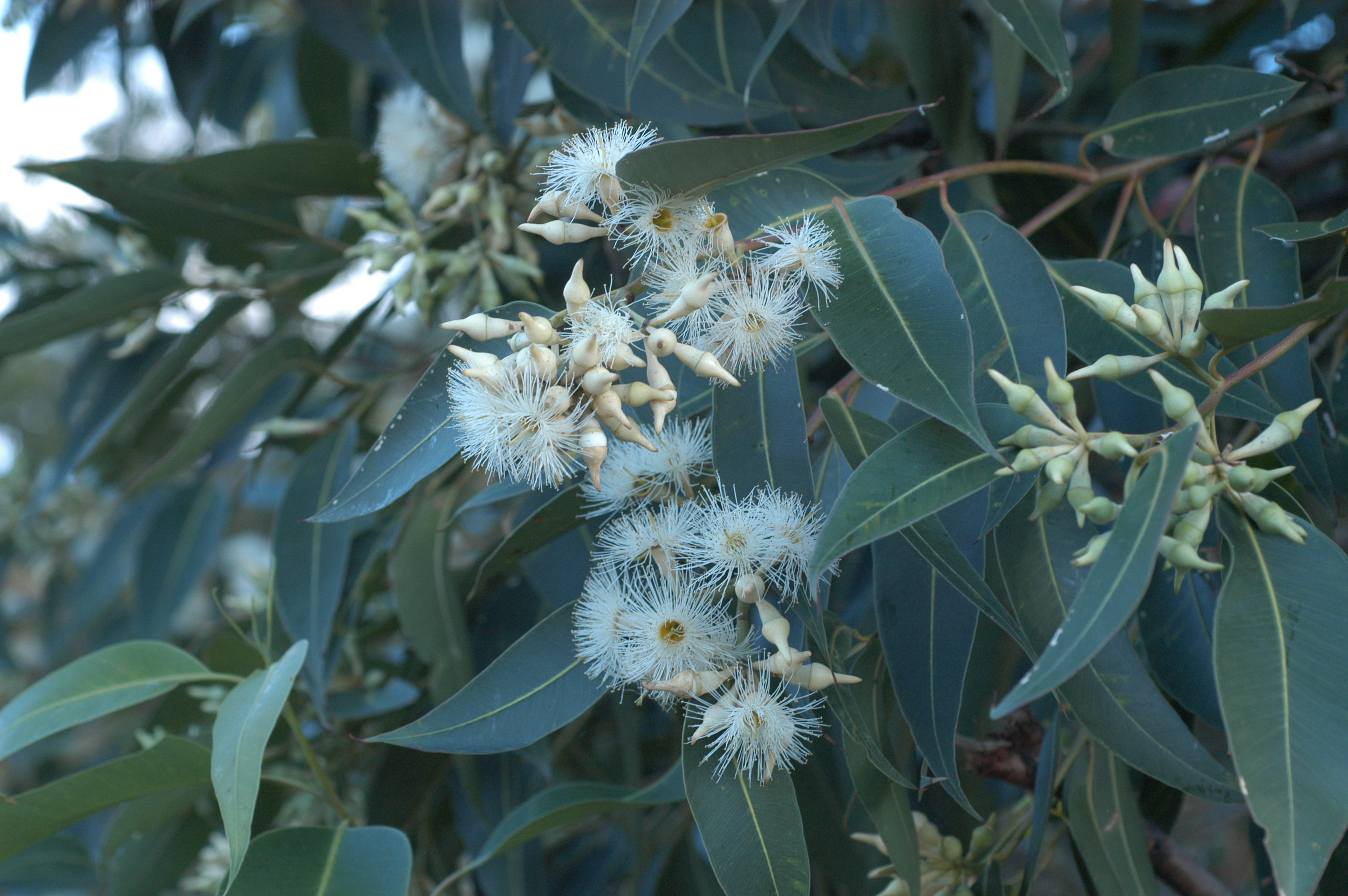
Laubblätter, Blütenknospen und Blüten

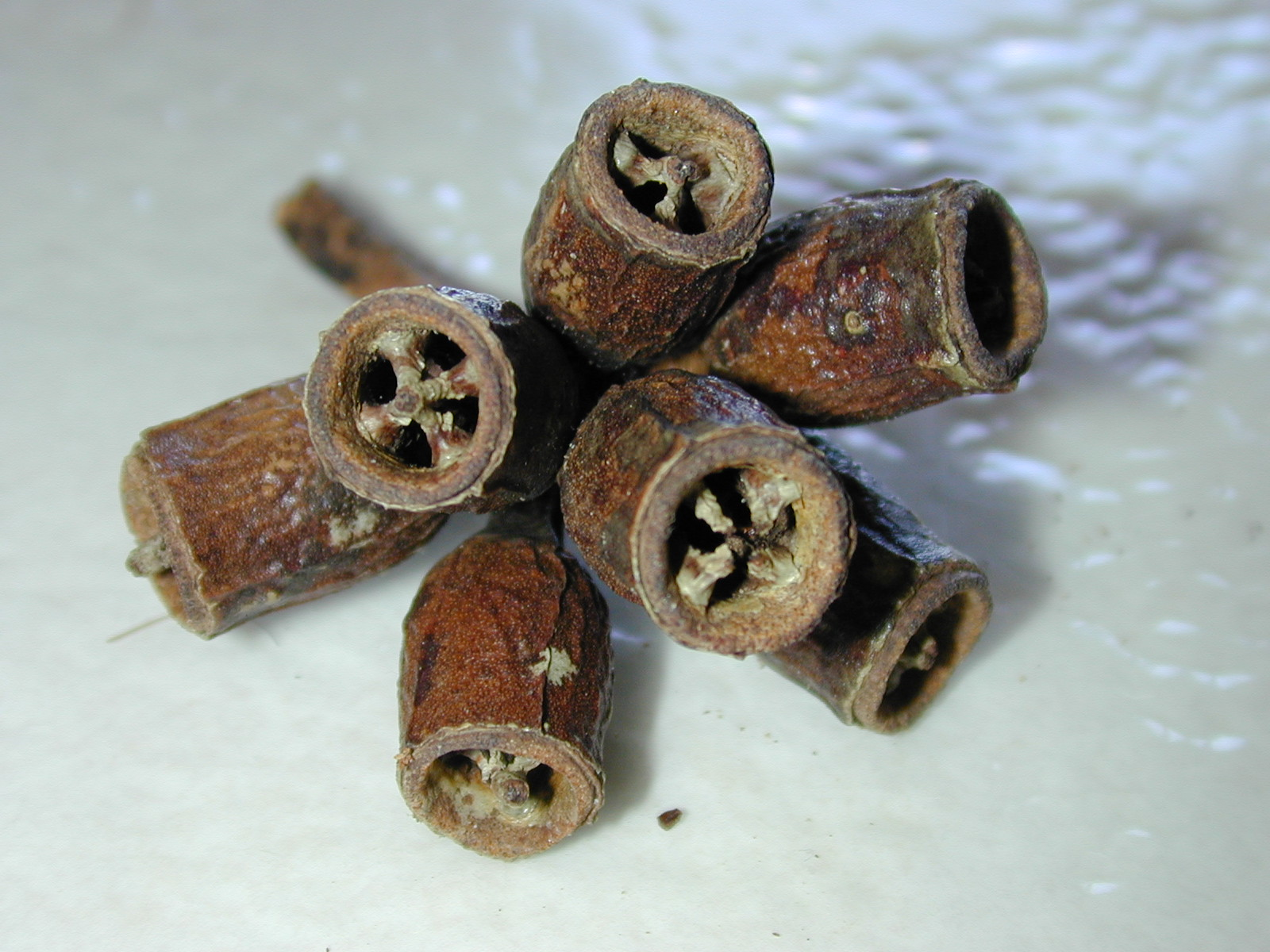
Früchte

### Erscheinungsbild und Blatt
Eucalyptus robusta wächst als immergrüner Baum, der Wuchshöhen von bis über 30 Meter erreicht. Die Borke verbleibt am gesamten Baum, ist rotbraun, kurzfaserig, dick und schwammig. Der Stammdurchmesser erreicht über 1 Meter.
Bei Eucalyptus robusta liegt Heterophyllie vor. Die Laubblätter an jungen Exemplaren sind eiförmig und glänzend grün. Die glänzend dunkelgrünen Laubblätter an erwachsenen Exemplaren mit verschiedenfarbigen Ober- und Unterseiten sind bei einer Länge von 10 bis 17 cm und einer Breite von 2,0 bis 4,5 cm breit-lanzettlich und fiedernervig.

### Blütenstand und Blüte
An einem im Querschnitt breiten und flachen, 13 bis 30 mm langen Blütenstandsschaft stehen in zusammengesetzten Gesamtblütenständen etwa neun- bis fünfzehnblütige Teilblütenstände. Der stielrunde Blütenstiel ist 1 bis 9 mm lang. Die spindelförmigen Blütenknospen sind 16 bis 24 mm lang und besitzen einen Durchmesser von 6 bis 8 mm. Die Calyptra ist länglich-gespitzt oder schnabelförmig, ebenso lang und so breit wie der Blütenbecher (Hypanthium). Die Blüten sind cremeweiß.
Die Blütezeit reicht von Mai bis Juli.

### Frucht und Samen
Die Frucht ist bei einer Länge von 10 bis 18 mm und einem Durchmesser von 6 bis 11 mm zylindrisch. Der Diskus ist eingedrückt, die Fruchtfächer stehen auf Höhe des Randes oder leicht hervor und sind üblicherweise an den Spitzen verbunden. Die Frucht reift von Mai bis Oktober.
Der Samen ist pyramidenförmig und braun. Das Hilum ist gipfelständig.

## Ökologie
Eucalyptus robusta kann mindestens 200 Jahre alt werden. Nach Waldbränden regeneriert sie sich aus „schlafenden Knospen“ im Stamm. Der Graukopf-Flughund ernährt sich von ihren Blüten und der Koala von ihren Blättern. Eucalyptus robusta erscheint als eine der wichtigsten Eukalyptusarten für die Koalas im Noosa Shire in Queensland. Auch die Laubblätter der Hybride Eucalyptus robusta x Eucalyptus tereticornis dienen dem Koala als Futter. Der Moschuslori ernährt sich vom Blütennektar.
Eucalyptus robusta ist eine der wichtigsten Eukalyptusarten im mittleren Küstenabschnitt von New South Wales und in der Illawarra-Region, wo sie eine der wenigen, zuverlässig im Winter blühenden Arten ist. Die Zahl ihrer Standorte wurde durch Rodung stark reduziert. Einige einzeln stehende Exemplare in Robson Park in Haberfield, einem Vorort von Sydney, sind die letzten Überbleibsel des „Sydney Coastal Estuary Swamp Forest Complex“ in den westlichen Vororten der Stadt.

## Vorkommen
Eucalyptus robusta wächst in Sümpfen oder am Ufer von Ästuaren in einem schmalen Streifen entlang der australischen Ostküste zwischen Rockhampton in Queensland und Jervis Bay in New South Wales, seltener an den unteren Hängen von Flusstälern. Man findet die Art auch auf vor der Küste liegenden Inseln, wie Great Keppel Island, Moreton Island, North Stradbroke Island und South Stradbroke Island. Häufig wachsen die Bäume auf schweren Lehmböden, aber – besonders auf den Inseln – auch auf sandigen Lehmböden oder sandigen Böden.
Eucalyptus robusta wächst in lichten Wäldern, oft in Monokultur. Manchmal findet sie sich auch zusammen mit Eucalyptus resinifera, Corymbia gummifera, Corymbia intermedia und Casuarina glauca, seltener auch mit Eucalyptus tereticornis. In seiner Nähe gibt es häufig auch Melaleuca ericifolia.

## Taxonomie

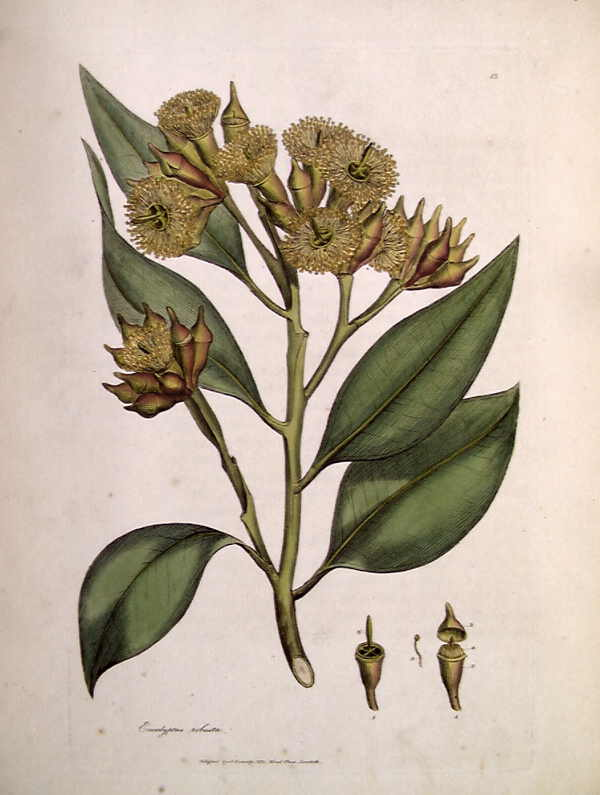
Eucalyptus robusta von James Sowerby, aus James Edward Smiths ' “A Specimen of the Botany of New Holland” von 1795

Die ersten Herbarbelege von Eucalyptus robusta wurden von John White, Expeditionsarzt der First Fleet und Naturforscher, gesammelt. James Edward Smith führte 1793 die Erstveröffentlichung in seinem zusammen mit George Shaw erstellten Werk Zoology and Botany of New Holland durch. 1795 wurde das Werk unter dem Titel A Specimen of the Botany of New Holland neu herausgegeben, darin steht Eucalyptus robusta in Volume 4 auf Seite 39. Das Artepitheton robusta ist aus den Lateinischen übernommen und weist auf die robuste Struktur des erwachsenen Baumes hin.
Synonyme für Eucalyptus robusta Sm. sind Eucalyptus robusta var. bivalva Blakely, Eucalyptus robusta var. bivalvis (Blakely) Blakely, Eucalyptus robusta Sm. var. robusta, Eucalyptus multiflora Poir., Eucalyptus multiflora Poir. var. multiflora, Eucalyptus multiflora var. bivalva Blakely und Eucalyptus multiflora var. bivalvis Blakely.
Eucalyptus robusta bildet dort, wo sie mit Eucalyptus tereticornis vergesellschaftet ist, häufig eine Hybride, die den Namen Eucalyptus patentinervis R.T.Baker erhielt. Weitere, seltener auftretende Hybriden sind bekannt.

## Nutzung

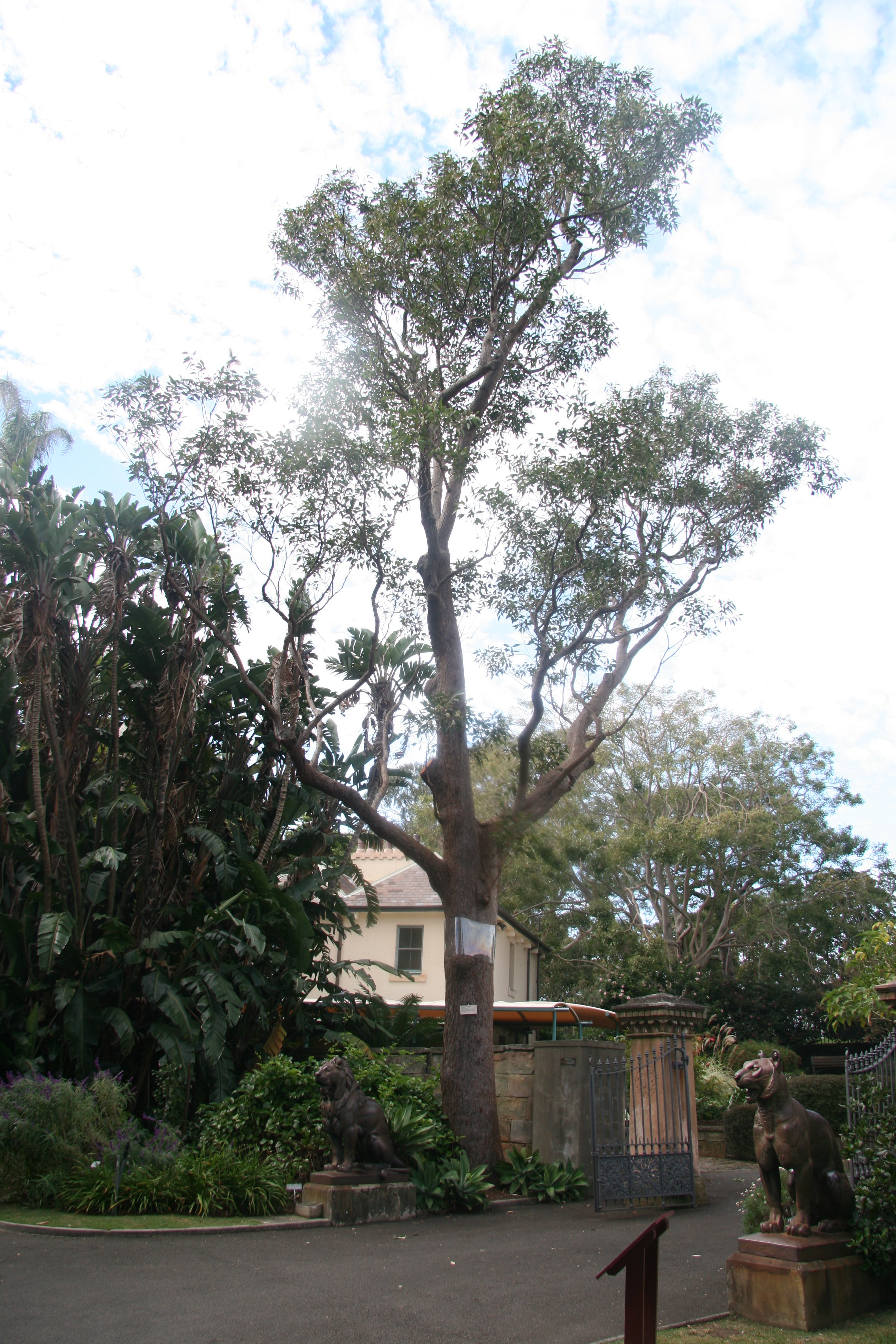
Eucalyptus robusta, 1813 in den Royal Botanic Gardens in Sydney gepflanzt.

Eucalyptus robusta lässt sich leicht kultivieren, wird aber für Privatgärten oft zu groß. Sie wurde häufig als Straßenbaum gepflanzt und leistet insbesondere auf öffentlichen Flächen mit feuchten Böden gute Dienste. Der Baum kann sehr rasch wachsen und blüht überreich. Bei optimalen Bedingungen kann Eucalyptus robusta bereits im dritten Jahr nach der Pflanzung blühen. Ihre Blüten locken Vögel an. In einigen Jahren werden ihre Laubblätter von Gespinsten befallen und sehen dann nicht schön aus. Eine Reihe von Eucalyptus robusta wurde 1813 in den Royal Botanic Gardens in Sydney gepflanzt und sind heute noch bei guter Gesundheit.
2005 wurde in Australien eine kultivierte Form namens Eucalyptus robusta 'Green and Gold' angeboten. Sie ist kleiner als die Naturform und erreicht nur eine Wuchshöhe von 5 bis 8 Metern.
Eucalyptus robusta wurde in Plantagen in vielen Teilen Der Welt angepflanzt, beispielsweise in Äthiopien, Argentinien, Brasilien, Chile, China, Costa Rica, Demokratische Republik Kongo, Fidschi, Honduras, Hongkong, Indien, Kamerun, Kenia, Kolumbien, Madagaskar, Malawi, Malaysia, Mauritius, Mexiko, Mosambik, Papua-Neuguinea, Paraguay, Philippinen, Puerto Rico, Sansibar, Sri Lanka, Südafrika, Taiwan, Tansania, Uganda und den USA. In Florida wurde der Baum erstmals um 1880 gepflanzt, in Hawaii um 1885 und in Puerto Rico 1929.
In vielen Ländern wird das Holz von Eucalyptus robusta als Feuerholz oder zur Herstellung von Holzkohle genutzt. Eucalyptus robusta dient vielfach zur Begrenzung der Bodenerosion, auch auf Sanddünen, und als Schattenspender an Straßen. In Uganda wird er auch zur Entwässerung von Sümpfen eingesetzt. Eucalyptus robusta gedeiht in Höhenlagen von bis zu 1.600 Meter und in Klimata mit Jahresmitteltemperaturen von 3 bis 35 °C. Das Kernholz ist extrem beständig. Es wird zum Bau von Kaianlagen und Zäunen eingesetzt. Das Holz ist leicht rotbraun und grob gemasert. Sein spezifisches Gewicht variiert zwischen 655 und 925 kg/m³.